# Convenção Relativa ao Estatuto Internacional dos Refugiados
A Convenção Relativa ao Estatuto Internacional dos Refugiados, de 28 de outubro de 1933, foi um instrumento da Liga das Nações que tratava de medidas administrativas como a emissão de certificados Nansen, deportação, questões legais, condições de trabalho, acidentes industriais, bem-estar e socorro, educação, regime fiscal e isenção de reciprocidade, e previu a criação de comitês para refugiados. Foi o precursor da Convenção Relativa ao Estatuto dos Refugiados de 1951, que é regida pelas Nações Unidas.
A Convenção de 1933 foi ratificada por apenas nove Estados, incluindo a França e o Reino Unidos, duas das maiores potências à época. No entanto, foi em virtude dessa convenção que o importante princípio do non-refoulement adquiriu o status de direito internacional dos tratados.